# Lộc Cốc
Lộc Cốc (tiếng Trung: 鹿谷鄉; bính âm: Lùgǔ Xiāng) là một hương (xã) của huyện Nam Đầu, tỉnh Đài Loan, Trung Hoa Dân Quốc (Đài Loan). Hương có địa hình đa dạng bao gồm đồng bằng, đồi núi và cao nguyên và có hai dòng sông là Bắc Thế và Thanh Thủy Câu. Tổng dienej tích của hương là 141,8976 km², dân số vào tháng 8 năm 2011 là 18.960 người thuộc 6.890 hộ gia đình, mật độ cư trú đạt 133,6 người/km².